# 五毒屋
《五毒屋》（羅馬化：Ruean Benjapit）是一部由《百爱之屋》的导演窝拉特·孔卡莱执导，巴迪潘·巴塔卫刚、沃恩吉莱·勒姆威拉伊、娜塔丽卡·坦普丽达楠、希拉潘·瓦塔娜金达、瓦拉甘·希瑞嵩、葵咪莎拉·普碟、娜塔雅·通森、塔那帕特·卡维拉等主演的泰国时代剧。此剧于2018年1月28日至3月6日期间的每周一至周四晚上8时10分至9时15分播出。

## 演员阵容
- 巴迪潘·巴塔卫刚 饰演 Khun Three
- 沃恩吉莱·勒姆威拉伊 饰演 Tuptim
- 娜塔丽卡·坦普丽达楠 饰演 Pin
- 希拉潘·瓦塔娜金达 饰演 Yok
- 瓦拉甘·希瑞嵩 饰演 Rhit
- 葵咪莎拉·普碟 饰演 Yard
- 娜塔雅·通森 饰演 Anong
- 塔那帕特·卡维拉 饰演 Petch
- 玛郁琳·彭普潘
- 皮查雅·提帕拉 饰演 Sai（客串）